# コッスマティセラス科
コッスマティセラス科（学名：Kossmaticeratidae）は、アンモナイト亜綱に属する絶滅したアンモナイトの科。

## 亜科と属
コッスマティセラス科には、2亜科と8属が含まれる。
- コッスマティセラス亜科 Spath, 1922
  - グロッソウヴリテス Kilian and Reboul, 1909
  - グンナリテス Kilian and Reboul, 1909
  - コッスマティセラス de Grossouvre, 1901
  - マオリテス Marshall, 1926
  - プセウドコッスマティセラス Spath, 1922
- マルシャリテス亜科 Matsumoto, 1955
  - エオマルシャリテス Medina and Rinaldi, 1986
  - マルシャリテス Matsumoto, 1955
  - ヨコヤマオセラス Wright and Matsumoto, 1954

## 分布
この科の属の化石は、南極、アルゼンチン、オーストラリア、オーストリア、ベルギー、カナダ、チリ、フランス、インド、日本、マダガスカル、ニュージーランド、南アフリカ、アメリカの白亜紀の堆積物や、イギリスのジュラ紀の堆積物から発見されている。